# John Klauder
John R. Klauder (Reading, Pensilvânia, 24 de janeiro de 1932) é um físico teórico estadunidense.

## Vida e obra
John Klauder estudou na Universidade da Califórnia em Berkeley, no Stevens Institute of Technology e na Universidade de Princeton, onde obteve em 1957 o mestrado e em 1959 o doutorado, orientado por John Archibald Wheeler. De 1953 a 1988 foi membro do Bell Labs em Murray Hill, Nova Jérsei. É desde 1988 Professor de física e matemática da Universidade da Flórida em Gainesville. Em 1986 esteve no Instituto de Estudos Avançados de Princeton.
Foi presidente da Associação Internacional de Física Matemática, de 1988 a 1990.